# Liste de producteurs de polymères et dérivés

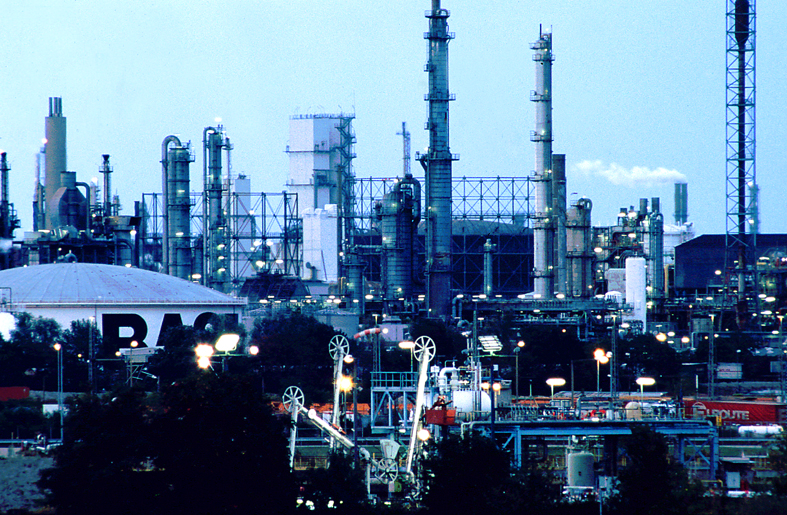
Site de production de BASF à Ludwigshafen (Allemagne).

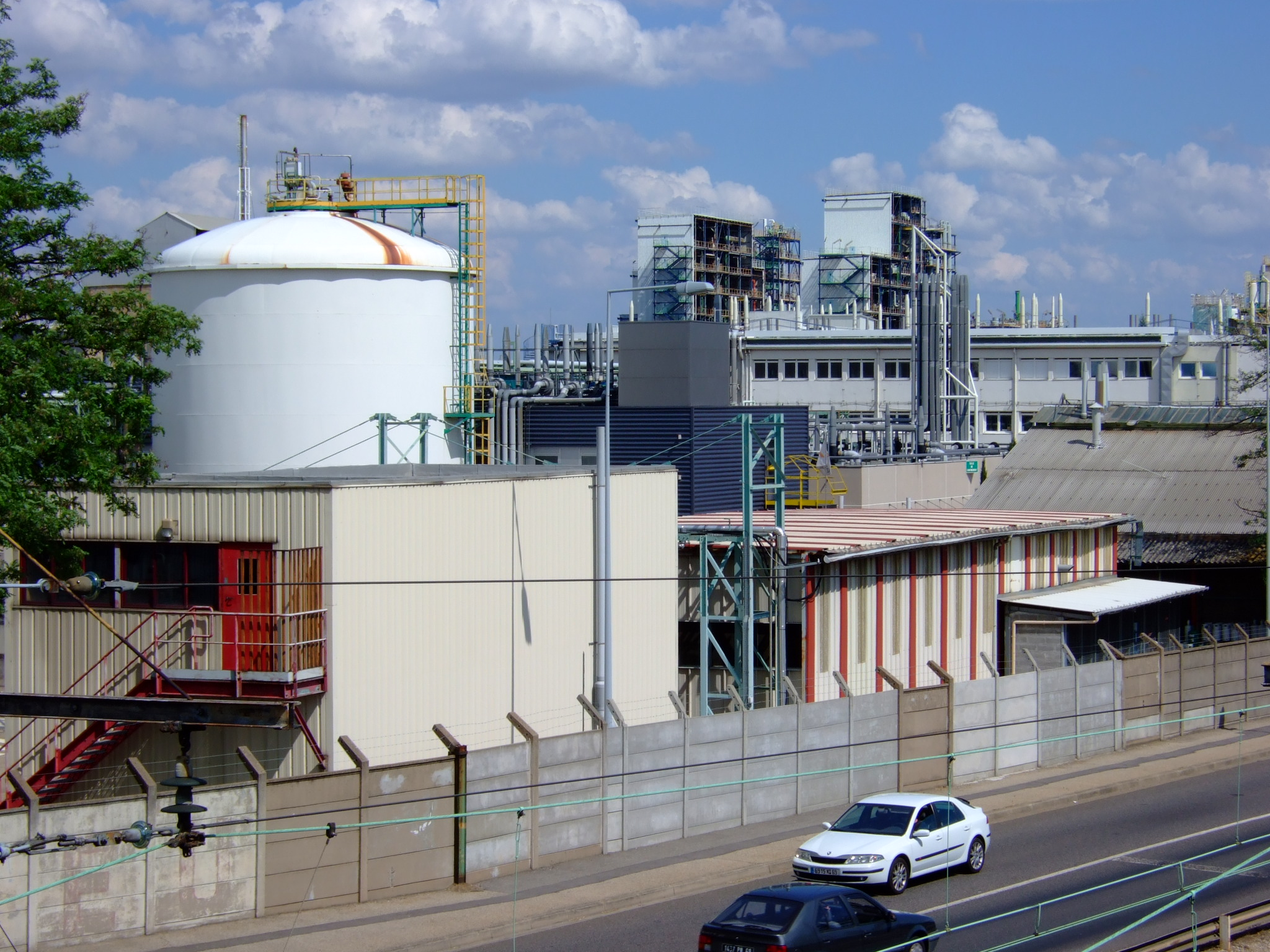
Usine Arkema de Pierre-Bénite.

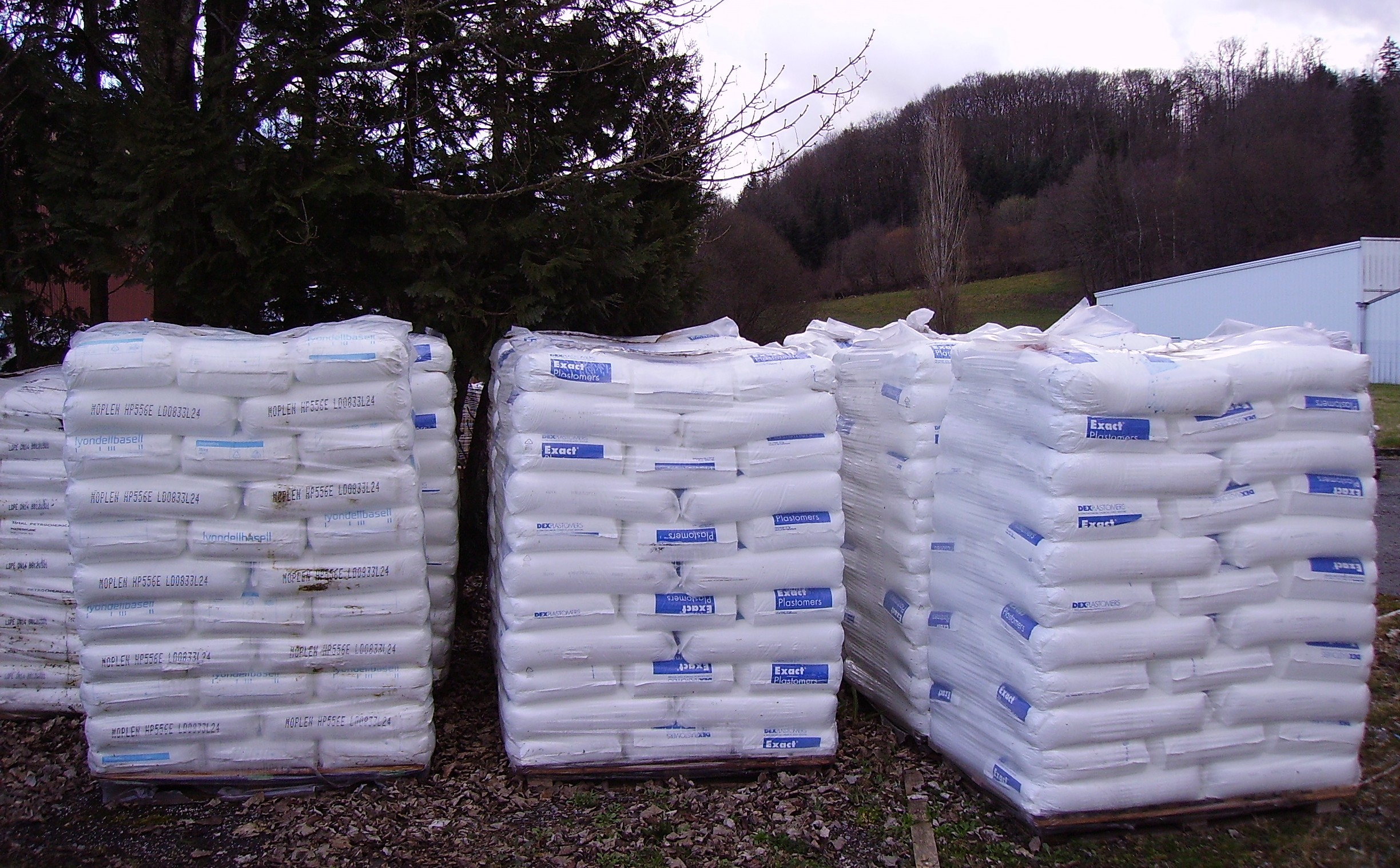
Sacs de LDPE (de Total Petrochemicals), PPi (Moplen, de LyondellBasell) et plastomère (Exact, de DEXPlastomers), en granulés.

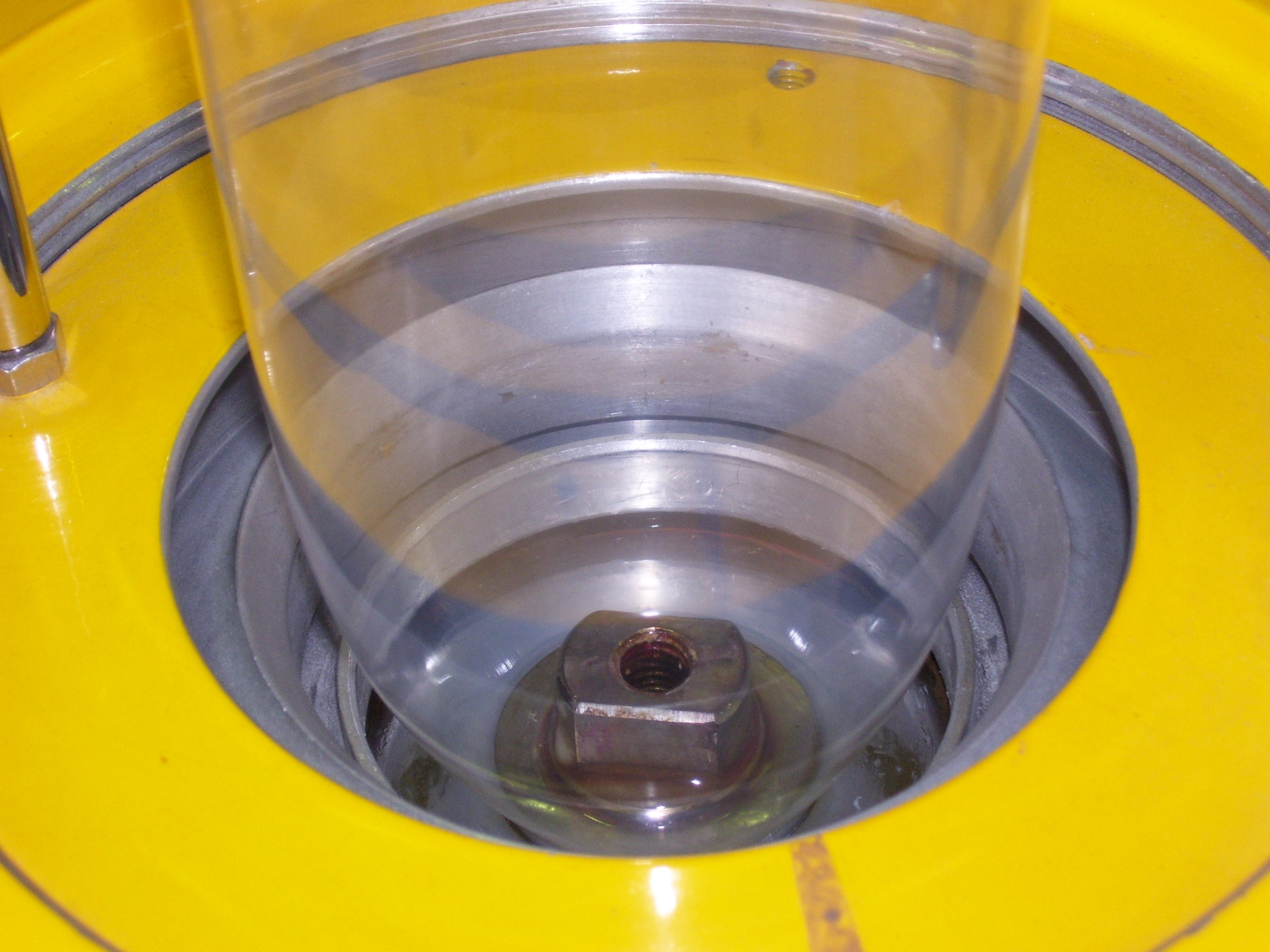
Film (à base d'un mélange copolyester-PLA) obtenu par extrusion-gonflage.

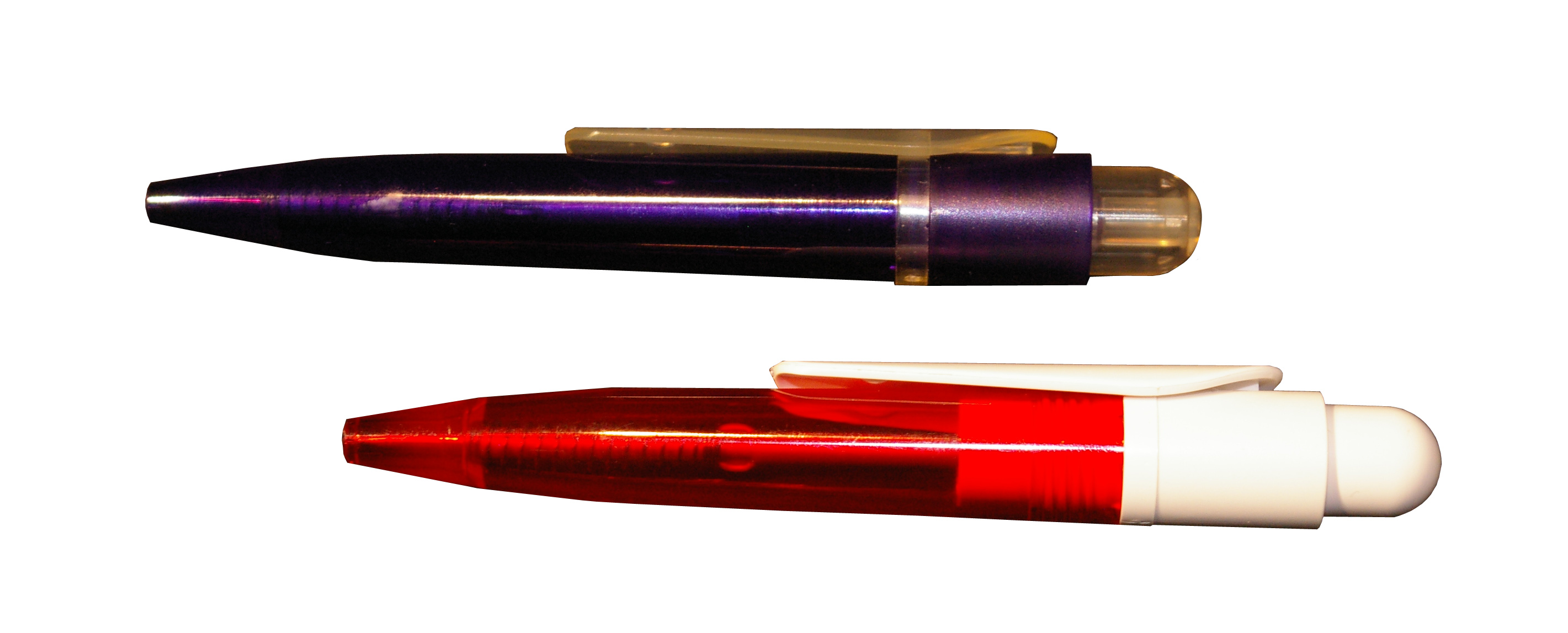
Stylos dont le corps est en acétate de cellulose, biodégradable.

Cette page dresse une liste des producteurs de polymères et dérivés (non exhaustive).

## Liste
- 3M
- Agomer
- Albis Plastic
- AkzoNobel
- American Cyanamid. Voir aussi Cytec Industries (en)
- Amoco
- Arizona Chemical Company
- Arkema (anciennement Atofina, issu de Total) : Bostik, Sartomer ; usine chimique de Balan (Kem One)
- Asahi Kasei Chemicals
- Ashland
- Bakelite
- BASF
- Bayer Polymers
- Bergmann Th
- Biograde Limited
- Borealis
- BP Chemicals
- Braskem
- Cardolite
- Celanese
- Cheil Industries (en) (Samsung)
- Chemopetrol
- Chevron Phillips Chemical (en)
- Chi Mei Corporation (en)
- Chromos-Duroplasti
- Ciba Specialty Chemicals
- ConocoPhillips
- cp-polymer-technik
- Cytec Industries (en). Voir aussi American Cyanamid
- DEXPlastomers (nl) (joint venture DSM/ExxonMobil Chemical)
- DIC Corporation
- Dow Chemical
- Dow Corning
- DRT (les Dérivés Résiniques et Terpéniques)
- DSM
- DuPont
- Dyneon (de)
- Eastman Chemical
- Ecopetrol
- Eko-Hellenic
- Elastogran (de)
- Elementis (spécialités chimiques)
- Ems-Chemie
- EniChem
- Enka GmbH (de)
- Epoxy Technology
- Equistar
- Evode Plastics
- Evonik
- ExxonMobil Chemical
- Far Eastern Group (en)
- Fina Chemicals
- FKuR
- Forbo
- Formosa Chemicals & Fiber Corporation (en) (FCFC)
- Frisetta
- General Electric Plastics
- Goodrich
- Goodyear Chemical
- Grace
- Groupe Roullier
- Gujarat State Fertilizers & Chemicals
- Henkel
- Hera-Plast
- Hoechst
- Honeywell
- Hüls
- Hunstman
- Hydro Plast
- Hydro Porsgrunn
- Imperial Chemical Industries (ICI)
- Idemitsu
- Idemitsu Petro-Chemical
- Indian Petrochemical
- Ineos
- Ineos ABS (de)
- Invista
- Jarden : Mapa-Spontex
- Koch Industries
- Konrad Hornschuch (de)
- Korea Engineering Plastics (de)
- Kraiburg Holding (de)
- Kraton Polymers
- Kuraray
- Lanxess
- Lati
- Leunawerke (de)
- LG Chem
- LNP Engineering Plastics
- Lubrizol
- LyondellBasell
- Mitsubishi-Kasei
- Mitsui Chemicals
- MöllerGroup
- Monsanto
- Montefibre
- Montell
- Morton Salt
- Motul
- NatureWorks LLC (en)
- Nippon A&L (ja)
- Nolato Elastoteknik
- Novamont
- Noveon
- Nyltech
- Occidental Petroleum Corporation
- OMNOVA Solutions (en)
- Perstorp Chemitech
- Petrochemicals
- PetroChina
- Philips Petroleum Chemicals
- Polimeri Europa (EniChem)
- Polykemi
- PolymerExpert
- Považské chemické závody Žilina
- Radicinovacips
- Rehau
- Reliance Industries
- Resolution Performance Products
- Rhodia
- Rogers Corporation (en)
- Rohm and Haas
- Rubbermaid
- Sabic
- Sasol
- Scilabware
- Shell Chemicals
- Shin-Etsu Chemical
- Showa Denko (Japan Polyolefin, Japan Polychem)
- Sigma-Aldrich
- Silon
- Sinopec
- Slovnaft
- SMP[1]
- SMPC
- SNF Floerger
- Solutia (en)
- Solvay
- SolVin
- Soredi
- SO.R.I.
- Specific Polymers
- Spolana
- Struktol
- Sumitomo Chemical
- Supreme Petrochem
- Synres-Almoco
- Synthomer
- Techné
- Techno Polymer
- Teijin
- Thiokol
- Ticona (en)
- Toray Industries
- Total : CCP Composites (Progress Plastiques, Cray Valley et Cook Composites & Polymers), Hutchinson, Total Petrochemicals
- Trelleborg AB
- Tupperware
- Ube Industries (en)
- UHU
- UMG ABS (ja)
- V33
- Versalis
- Vestolit (de)
- Victrex (en)
- Vinnolit (de)
- Voltrion Oil Chemicals
- Wicor Holding
- Yantai Wanhua Polyurethanes
- Zeon Chemicals
- Zotefoams